# Carex adusta
Espèce
Classification phylogénétique
Carex adusta est une espèce de plantes du genre Carex et de la famille des Cyperaceae.